# Fondo (atletica leggera)

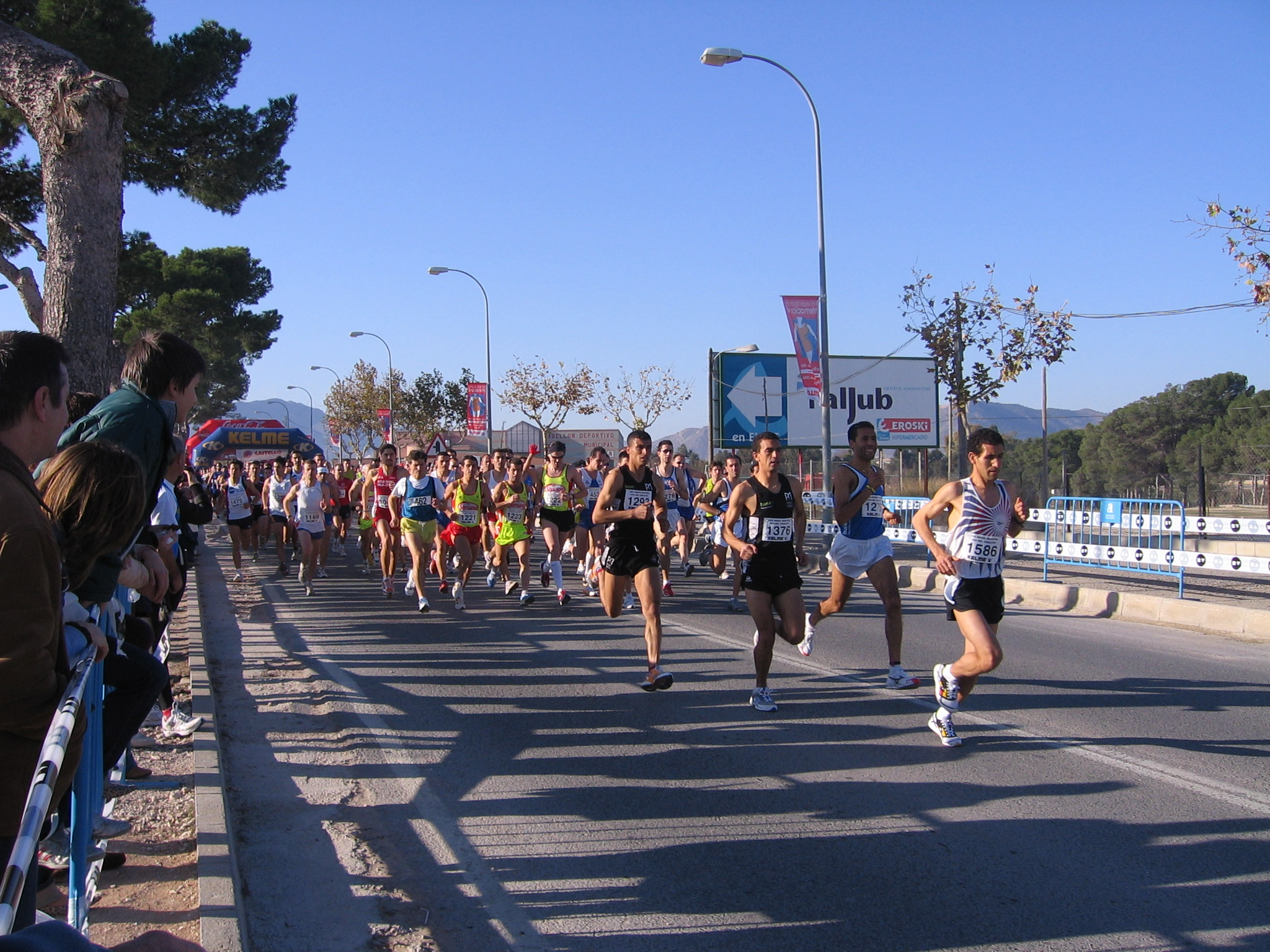
Un'immagine di una gara di maratona

Nell'atletica leggera le gare di fondo sono, principalmente, quelle che si disputano sulle distanze di mezza maratona e maratona.

## Maratona
La maratona, che si corre su una distanza di 42 195 m, è considerata gara di fondo ed è la più lunga tra le specialità di corsa presenti nel programma olimpico.
Deve le sue origini ad un preciso evento epico: la corsa di Fidippide (o Filippide, secondo le fonti) dalla città di Maratona all'Acropoli di Atene per annunciare la vittoria sui persiani nel 490 a.C..

## Mezza maratona
La mezza maratona, che si corre su una distanza di 21 098 m, è stata istituita prendendo spunto dalla più antica distanza doppia e viene indicata quale gara di fondo.
Si corre su strada come la distanza doppia ed è più simile alla distanza dimezzata (i 10 000 m) che alla maratona, considerata in particolare l'importanza che assumono, sui 42 195 m, i lipidi come combustibile energetico nell'ambito della prestazione.

## Contributo aerobico ed anaerobico
Contributo energetico aerobico ed anaerobico e meccanismi fisiologici maggiormente sollecitati nell'ambito della prestazione:
| Specialità     | Aerobico | Anaerobico | Meccanismi fisiologici maggiormente sollecitati        |
| -------------- | -------- | ---------- | ------------------------------------------------------ |
| Mezza maratona | 99%      | 1%         | Resistenza alla potenza aerobica. Potenza aerobica.    |
| Maratona       | 100%     | -          | Resistenza aerobica. Resistenza alla potenza aerobica. |